# Resturlaub (Roman)
Resturlaub (auch: Resturlaub. Das Zweitbuch.) ist der zweite Roman des deutschen Schriftstellers Tommy Jaud. Die Erstausgabe erschien 2006 als Hardcover im Scherz-Verlag. Die Taschenbuch-Ausgabe wurde 2007 im Fischer-Taschenbuch-Verlag veröffentlicht. Der Roman ist außerdem als Hörbuch und als E-Book erhältlich.

## Handlung
Der 37-jährige Brauereimanager Peter „Pitschi“ Greulich aus dem fränkischen Bamberg steht unter Druck. Sowohl seine Eltern als auch seine Freundin fordern von ihm, sesshaft zu werden und endlich eine Familie zu gründen. In seinem Job als Leiter der PR-Abteilung des Familienunternehmens Seppelpeter’s kommt er mit seinen Vorschlägen beim Chef nicht an, egal wie oft er seine Präsentationen auch vorlegt und beteuert, dass der Apostroph im Produktnamen Seppelpeters’s Spezial’s nichts zu suchen hat. Seine Freunde wollen mit ihm zum mittlerweile zehnten Urlaub nach Mallorca aufbrechen.
Am Nürnberger Flughafen beschließt Pitschi spontan, aus seiner Reisegruppe auszubrechen. Er täuscht einen Überfall vor, bleibt zurück, schickt schnell einen Abschiedsbrief an seine Freundin nach Bamberg ab und bricht dann zu einem Selbstfindungstrip nach Buenos Aires in Argentinien auf, wobei er davon träumt, sich abseits der bürgerlichen Zwänge seiner fränkischen Heimat eine neue Existenz aufzubauen. So landet er statt mit seiner Freundin im Sommer auf den Balearen allein in der winterlichen argentinischen Hauptstadt, wo er in seinen sommerlichen Shorts auffällt. Aber dies ist nur der Beginn einer Serie von Pannen in Argentinien, in der für einen Auswanderer ohne Spanisch-Kenntnisse alles ganz anders läuft als gedacht. Er wohnt zur Untermiete bei einem argentinischen Hundefriseur, nimmt Sprachunterricht und verliebt sich in die attraktive Spanischlehrerin Luna, mit der er nach einigen Rückschlägen auch tatsächlich Sex hat; allerdings stellt sie sich als oberflächlich und egozentrisch heraus. Gegenüber seiner Freundin, die ihn immer wieder vom Urlaubsort Mallorca sehnsuchtsvoll auf dem Handy anruft und ihn an seinem Arbeitsplatz in Bamberg wähnt, verstrickt er sich allmählich in ein aberwitziges Lügengebäude.
Am Ende merkt Pitschi, dass er zu Hause in Bamberg eigentlich alles hatte, was er in Südamerika am anderen Ende der Welt gesucht hatte. Im Finale versucht er, von Argentinien mit dem Flugzeug nach Deutschland zurückzukehren und dort noch vor der Ankunft seiner Freundin, deren Urlaub auf Mallorca inzwischen auch zu Ende ist, einzutreffen, um keinen Verdacht zu erregen und um den Brief, den er vor seiner Abreise nach Argentinien an sie geschickt hatte, zu vernichten. Doch als Pitschi wieder in Bamberg ankommt, ist seine Freundin schon längst zu Hause. Allerdings hatte Pitschis Freund Arne bereits alles in der Wohnung so eingerichtet, dass es so aussah, als ob die Wohnung die komplette Zeit bewohnt gewesen wäre. Den Brief kann Pitschi noch vernichten, bevor seine Freundin ihn sieht. Zum Schluss kann er so seine Freundin wieder in die Arme schließen.

## Hörbuch
Das Buch wurde 2006, wie auch Jauds erstes Buch Vollidiot, als Hörbuch vertont. Sprecher war Christoph Maria Herbst. In beiden Büchern Jauds verleiht Herbst den handelnden Personen ihren eigenen Charakter durch die Veränderung seiner Stimme.

## Rezeption
Verena Mayer von der Süddeutschen Zeitung bezeichnet den Roman als „männliche Antwort auf Susanne Fröhlich oder Ildiko von Kürthy“ und zieht das Fazit: „Dieses Buch will nichts, es ist nicht einmal besonders schlecht geschrieben oder dumm“. Ursula März schrieb in der Zeit, „Jaud schreibe recht witzig, aber so witzig auch wieder nicht“. Für die Tageszeitung rezensierte Alexander Leopold, er fühle sich durch den Roman gut unterhalten.
Wolfgang Höbel bescheinigte Tommy Jaud im Spiegel, mit den Romanen „Vollidiot“ und „Resturlaub“ das brachliegende Genre des deutschen Männerromans neu belebt zu haben.

## Verfilmung
Der Roman wurde 2010 an Originalschauplätzen in Bamberg, Nürnberg und Buenos Aires unter der Regie von Gregor Schnitzler mit Maximilian Brückner in der Hauptrolle verfilmt und kam 2011 in die Kinos. Tommy Jaud schrieb auch das Drehbuch, das jedoch zahlreiche Abweichungen vom Original aufweist.